# Aliança aérea

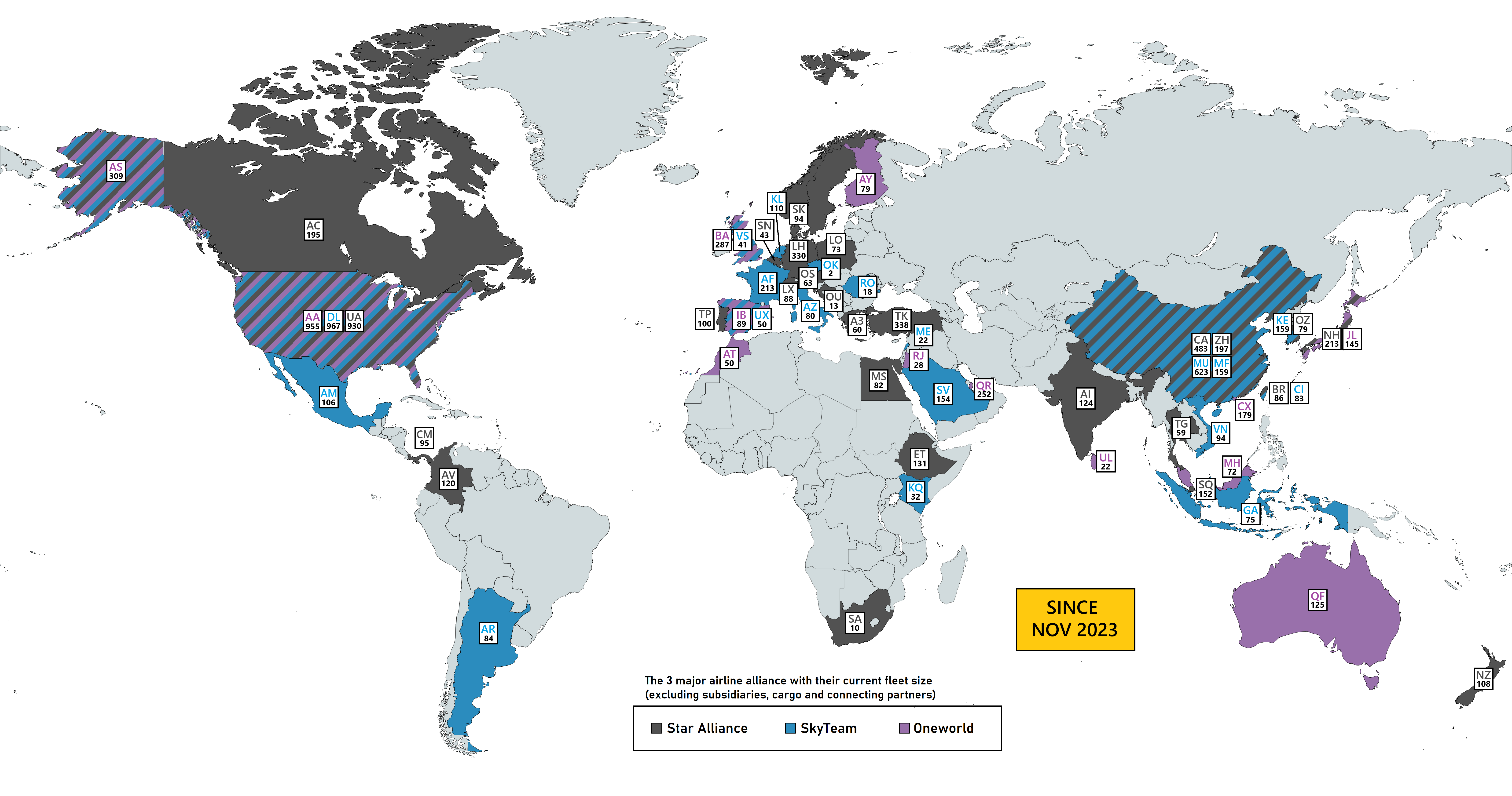
As 3 principais alianças de companhias aéreas e o tamanho atual da frota de suas transportadoras domésticas (excluindo subsidiárias, cargas e parceiros de conexão) — a partir de maio de 2020
Star Alliance
SkyTeam
Oneworld

Uma aliança aérea é um acordo do setor de aviação entre duas ou mais companhias aéreas que concordam em cooperar em um nível substancial. As alianças podem fornecer marcas de marketing para facilitar que os viajantes façam conexões de codeshare entre companhias aéreas dentro dos países. Esta marca pode envolver pinturas de aeronaves unificadas de aeronaves membros.
Em 2015, a Star Alliance foi a maior com 23% do tráfego total programado em receita de passageiros-quilômetros (RPKs)/receita de passageiros por milhas (RPMs), seguida pela SkyTeam com 20,4% e Oneworld com 17,8%, deixando 38,8% para os demais. Em 2019, em número de passageiros, a Star Alliance liderava com 762 milhões, seguida pela SkyTeam (630 milhões) e Oneworld (535 milhões).

## Estatística

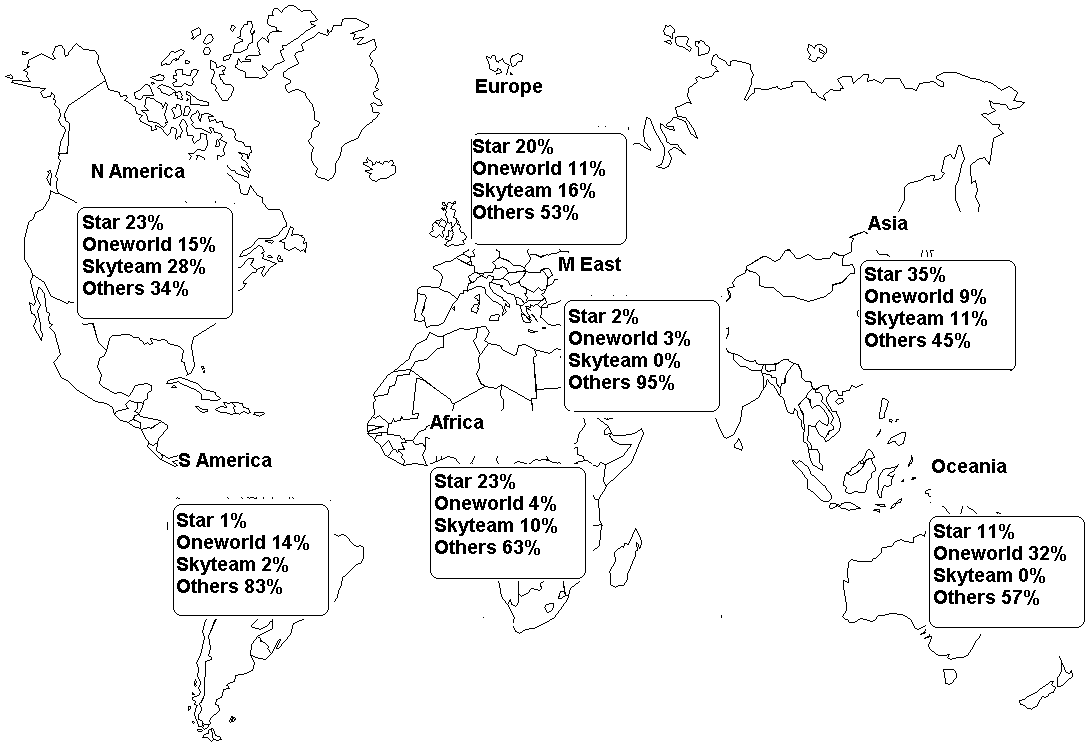
Participação de mercado da Airline Alliance por Network Capacity 2007

| Aliança          | Membros | Passageiros /ano | Countries served | Destino | Frota | Empregados | Receita /ano (US$) | Voos /dia | RPK     | RPK   |
| ---------------- | ------- | ---------------- | ---------------- | ------- | ----- | ---------- | ------------------ | --------- | ------- | ----- |
| Star Alliance    | 26      | 642.1 Mn         | 195              | 1,360   | 5,000 | 432,603    | 179.05 Bn          | 19,000    | 1536 Bn | 23%   |
| SkyTeam          | 19      | 665.4 Mn         | 175              | 1,062   | 3,937 | 481,691    | 140.98 Bn          | 17,343    | 1362 Bn | 20.4% |
| Oneworld         | 14      | 557.4 Mn         | 161              | 1,016   | 3,560 | 382,913    | 130.92 Bn          | 13,814    | 1189 Bn | 17.8% |
| Value Alliance   | 7       | 180 Mn           | 30               | 183     | 554   | -          | -                  | 400       | 107 Bn  | 1.6%  |
| U-FLY Alliance   | 8       | 200 Mn           | 18               | 149     | 593   | -          | -                  | 420       | 40 Bn   | 0.6%  |
| Vanilla Alliance | 5       | 2.3 Mn           | 26               | 89      | 46    | -          | -                  | -         | -       |       |